# لاسي بيكر
لاسي بيكر (بالإنجليزية: Lacey Baker)‏ هي متزلجة لوحية أمريكية، ولدت في 24 نوفمبر 1991 في كوفينا في الولايات المتحدة.

## روابط خارجية
- لاسي بيكر على موقع IMDb (الإنجليزية)
- لاسي بيكر على موقع ألعاب إكس (مؤرشف) (الإنجليزية)